# سرعت اوج‌گیری

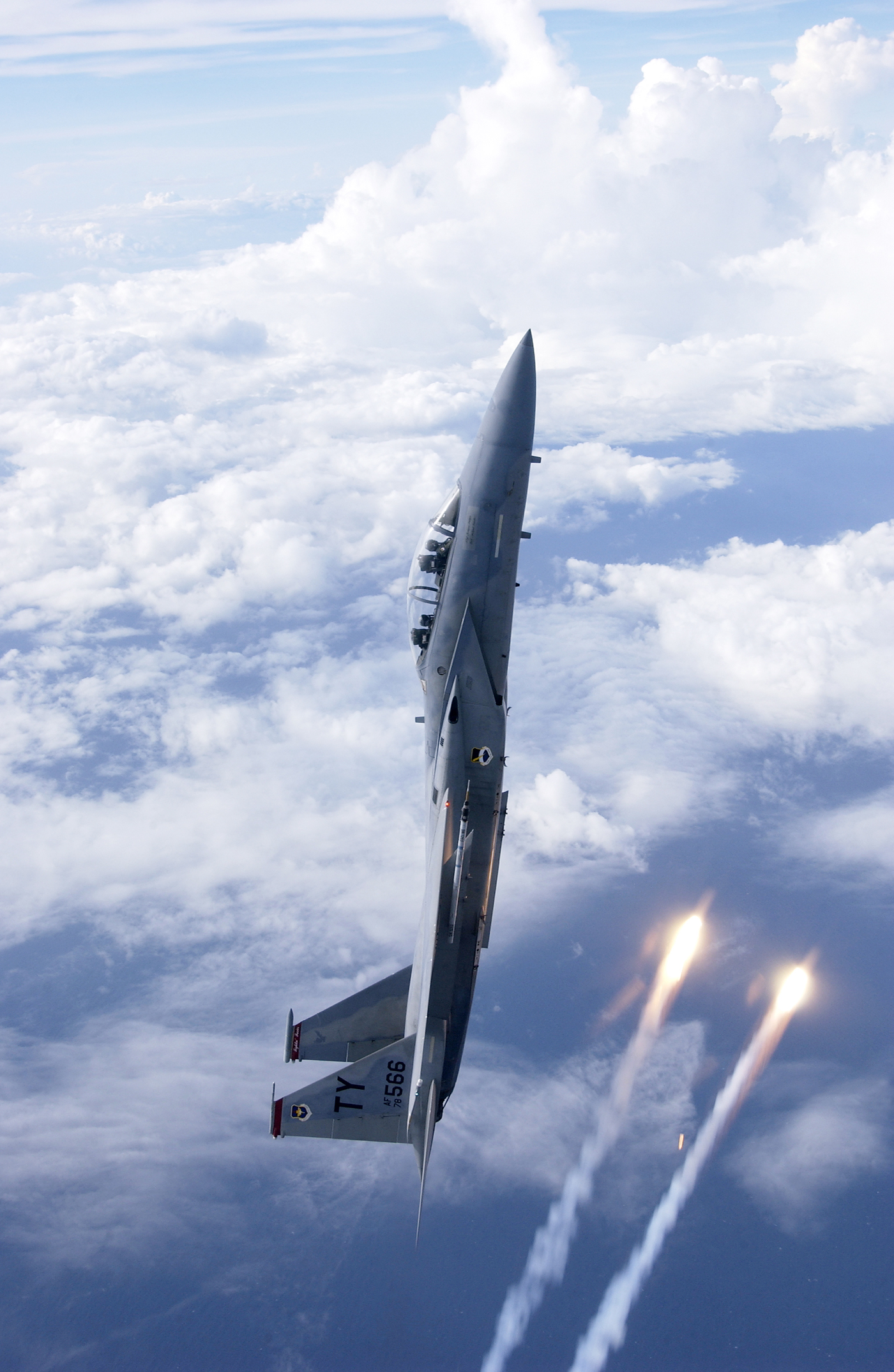
جنگنده اف-۱۵ در حال صعود و رها کردن فلیر

در هوانوردی سرعت صعود یا سرعت اوج‌گیری (به انگلیسی: Rate of climb, Climb rate)، سرعتی است که با آن هواپیما ارتفاع خود را افزایش می‌دهد. نرخ صعود در کشورهای آنگلوساکسون معمولاً با پا بر دقیقه (ft/min) و در دیگر نقاط جهان با متر بر ثانیه (m/s) بیان می‌شود. این سرعت با نشانگر سرعت عمودی (VSI) یا سرعت‌سنج لحظه‌ای عمودی (IVSI) مشخص می‌شود.
سرعت کاهش ارتفاع معادل سرعت سقوط بوده و به صورت یک عدد منفی از نرخ صعود بیان می‌شود. دو سرعت هوایی هستند که بهترین نرخ صعود را مشخص می‌کنند. Vx و Vy. بهترین سرعت برای بهترین زاویه صعود را Vx و سرعت هوایی برای بهترین نرخ اوج‌گیری را Vy نشان می‌دهد.